# Incoronazione della Vergine (Angelico Uffizi)
L'Incoronazione della Vergine di Beato Angelico è una tempera su tavola (112x114 cm) conservata agli Uffizi e databile al 1432 circa. Dello stesso autore esiste anche un'altra Incoronazione della Vergine al Louvre, databile al 1434-1435, oggetto delle spoliazioni napoleoniche del Granducato di Toscana.

## Storia
Le fonti fin dall'inizio del XVI secolo, come l'Anonimo Gaddiano, danno la tavola come autografa di Beato Angelico, e Vasari la ricordò come collocata nella chiesa di Sant'Egidio, che faceva parte dell'Ospedale di Santa Maria Nuova. Dell'opera si conoscono anche due pannelli della predella, con lo Sposalizio e le Esequie della Vergine, che dopo essere a lungo stata al Museo nazionale di San Marco, alla fine del marzo 2024 è stata trasferita al Museo degli Uffizi e riunita con l'incoronazioe della Vergine.
Negli anni trenta del Quattrocento, l'Angelico abbandonò progressivamente la forma tipica dei polittici, prediligendo sempre più pale di forma quadrata o rettangolare, come questa, più consone alla costruzione spaziale in prospettiva.
Dopo lo smembramento, la pala giunse agli Uffizi nel 1825 con il fondo di opere dell'Ospedale. A quell'epoca risale la nuova cornice neoclassica con fregio di conchiglie e palmette. A più riprese la tavola fu collocata a San Marco, ma venne infine destinata agli Uffizi per rappresentare significativamente l'opera del frate domenicano nel più importante percorso sulla pittura fiorentina.

## Descrizione

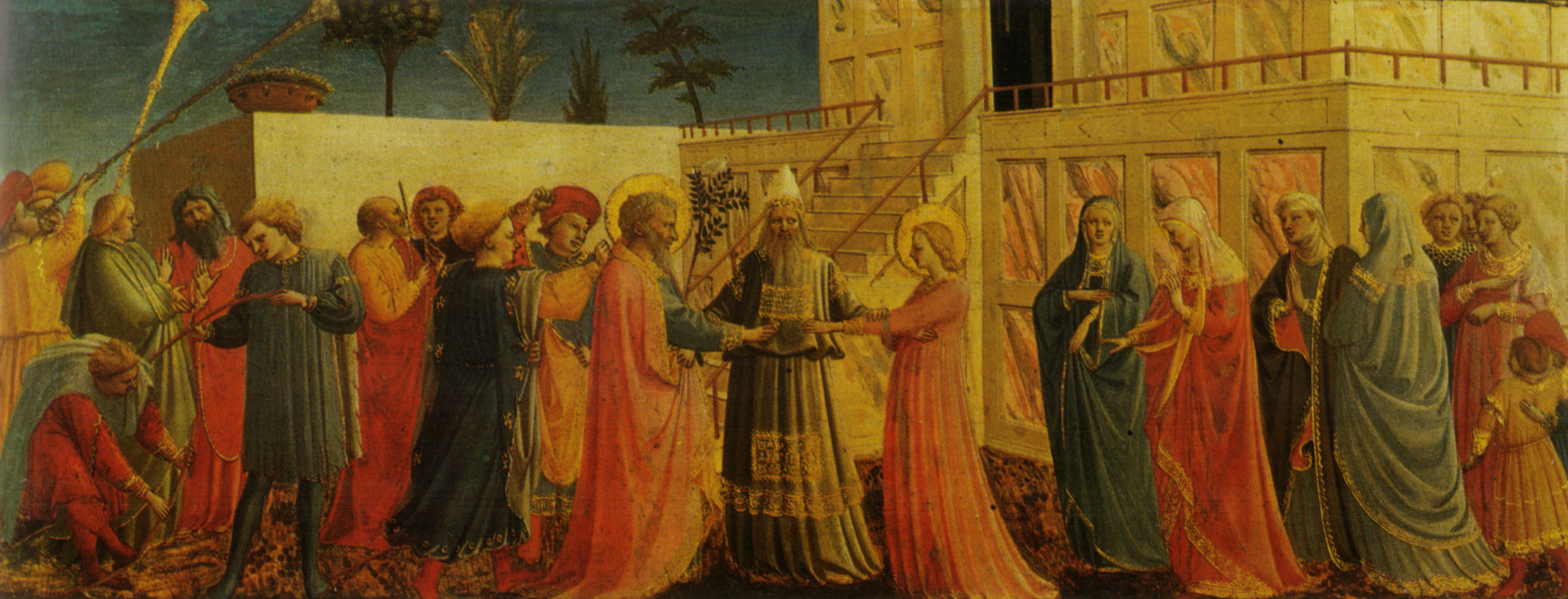
Matrimonio della Vergine, dalla predella

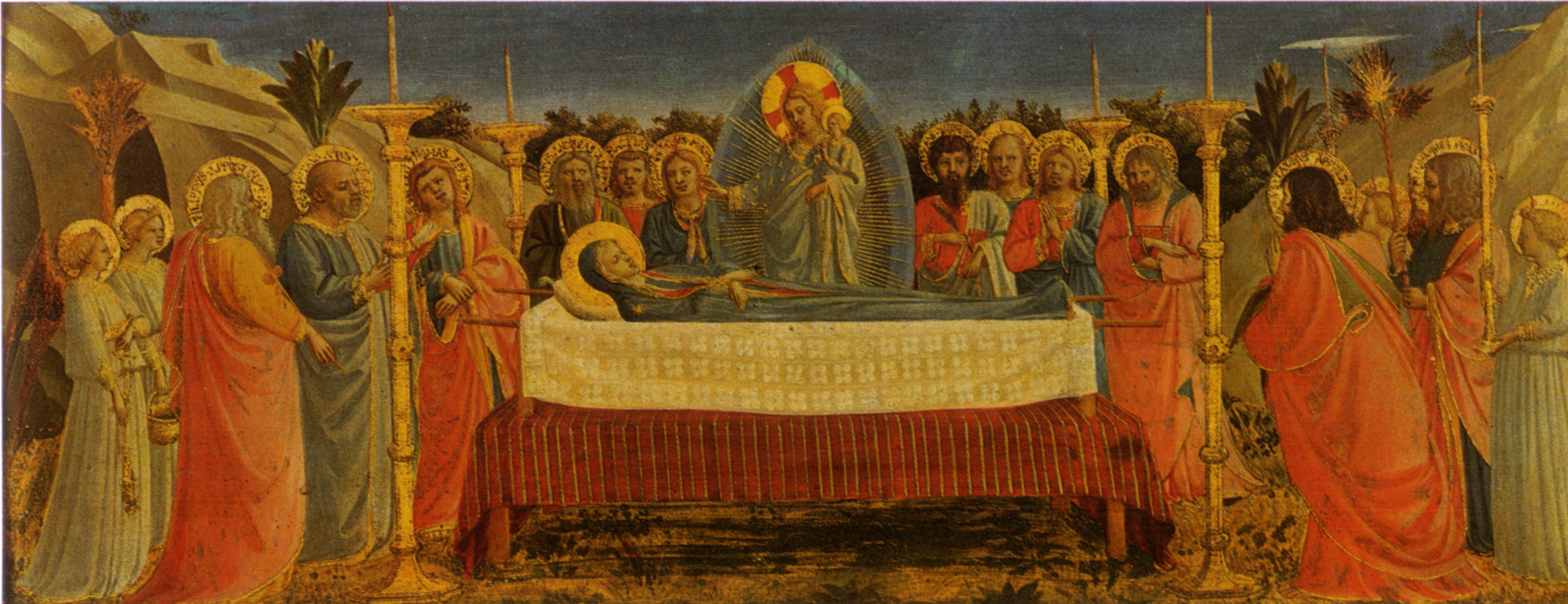
Morte della Vergine, dalla predella

In un astratto fondo oro legato alla tradizione medievale si distende un paradiso in miniatura al centro del quale si sta svolgendo la scena dell'incoronazione della Vergine da parte di Cristo, evidenziata dai raggi dorati disposti a ventaglio tutt'attorno, simboli di luce divina, ottenuti con particolari incisioni sull'oro. In realtà, si tratta del momento immediatamente successivo all'incoronazione, perché la Vergine ha già in testa il diadema, al quale la mano di Cristo sembra stare per aggiungere un'altra gemma.
Il tono è, come altre opere dell'Angelico, estremamente mistico, con un grande schieramento ordinato di santi, beati e angeli. A sinistra si vede in primo piano sant'Egidio, titolare della chiesa, che forse venne modellato sulle fattezze dell'arcivescovo Antonino Pierozzi, già priore domenicano nel convento di San Marco, lo stesso dell'Angelico. Seguono il vescovo Zanobi, e dietro san Francesco e san Domenico. Dal lato destro, delle sante, si riconosce in prima fila la Maria Maddalena inginocchiata. Nelle ultime file si scorgono schiere di angeli musicanti, tra cui numerosi trombicini che sollevano i loro strumenti in aria, contribuendo al senso di profondità prospettica.
La struttura dell'opera e l'uso splendente dei colori sull'oro risente dell'influenza del maestro dell'Angelico, Lorenzo Monaco, autore di un'altra Incoronazione della Vergine sempre agli Uffizi.

## Stile
L'Angelico fece un uso della luce che rispecchiava il pensiero di san Tommaso d'Aquino, secondo il quale essa era emanazione divina che rivelava con la sua presenza la maggiore o minore partecipazione dei personaggi all'essenza di Dio. Ciò è evidente se si considera l'emanazione dorata che parte dal gruppo di Cristo e la Madonna al centro.
I colori sono brillanti e cristallini, con una raffinata policromia tra i diversi ma armonici toni delle vesti e dei drappeggi.
Grande attenzione è posta ai dettagli di ciascun santo e angelo, con una diversa individuazione fisiognomica che restituisce loro la dimensione di individui, secondo l'impostazione dell'umanesimo. Altro elemento tipicamente rinascimentale è lo schema spaziale, che suggerisce profondità tramite la graduale riduzione delle figure poste in cerchio e tramite la prospettiva digradante del piano di nuvolette in basso.
Alcune parti del gruppo dei santi e della predella sono frutto della mani dei collaboratori, come frequente nelle opere di questo periodo in cui l'artista era molto richiesto per prestigiose commissioni ormai anche oltre i confini di Firenze.